# Ozonowanie
Ozonowanie – technologia oczyszczania i dezynfekcji z wykorzystaniem ozonu. 

## Zastosowania
- Ozonowanie wody, np.
  - uzdatnianie wody pitnej[1]
  - dezynfekcja wody basenowej[1]
- oczyszczanie ścieków[1]
- dezynfekcja pomieszczeń i wnętrz pojazdów[2]
- medycyna niekonwencjonalna[3].